# Taillades
Taillades este o comună în departamentul Vaucluse din sud-estul Franței. În 2009 avea o populație de 1.956 de locuitori.

## Evoluția populației
| An        | 1975  | 1982  | 1990  | 1999  | 2006  | 2009  |
| --------- | ----- | ----- | ----- | ----- | ----- | ----- |
| Populație | 1.211 | 1.501 | 1.642 | 1.792 | 1.888 | 1.956 |